# Płukanie jelita grubego
Ten artykuł opisuje teorie, metody lub czynności niezgodne ze współczesną wiedzą medyczną.
Płukanie jelita grubego (hydrokolonoterapia) – głębokie płukanie jelita grubego za pomocą wody bez użycia leków. Jest to kontrowersyjna metoda medycyny alternatywnej, niemająca podstaw naukowych i nieuznawana za metodę leczniczą przez medycynę akademicką.

## Argumentacja osób praktykujących medycynę niekonwencjonalną
Według osób z kręgu medycyny alternatywnej jest to bezpieczna i skuteczna metoda usuwania bezwartościowych, stwardniałych resztek pokarmowych, nagromadzonych w świetle okrężnicy, zwanych kamieniami kałowymi.
Poprzez wprowadzenie przefiltrowanej i podgrzanej wody podawanej pod odpowiednim ciśnieniem do jelita grubego, kamienie kałowe zostają odklejone od ścian jelita i wydalone z wodą wraz z ruchami perystaltycznymi (robaczkowymi) okrężnicy. Proces ten jest powtarzany kilkakrotnie w czasie jednego zabiegu, trwającego około 45 minut. Oczyszczanie jelita grubego z zalegających mas kałowych wzmacnia według zwolenników tej metody mięśnie okrężnicy i poprawia jej ruchy perystaltyczne, pomaga przywrócić wewnętrzną równowagę całego organizmu oraz poprawia samopoczucie.
Zwolennicy hydrokolonoterapii twierdzą, że około czterdziestego roku życia jelito grube może być do tego stopnia przepełnione zalegającymi resztkami pokarmowymi, że uciska i przemieszcza inne narządy, utrudniając pracę jelit, wątroby, trzustki, nerek, płuc. U osoby dorosłej według zwolenników tej formy leczenia może znajdować się od kilku do kilkunastu kilogramów mas kałowych, które zalegają ze szkodą dla organizmu. W rzekomo zgromadzonych w jelicie grubym masach kałowych zachodzą procesy gnicia i fermentacji, których toksyczne produkty wywołują zjawisko samozatruwania (autointoksykacji) organizmu co wywiera szkodliwy wpływ na wszystkie narządy i komórki organizmu. Inne argumenty podawane przez zwolenników płukania jelita grubego dotyczące toksyn, które produkowane są przez rzekomo występujące kamienie kałowe:
- toksyny wpływają na układ nerwowy, co ma powodować rozdrażnienie i przygnębienie
- toksyny osłabiają pracę serca
- samozatrucie powoduje wzdęcia, cuchnięcie z ust i zmiany skórne oraz jest przyczyną większości chorób przewlekłych włącznie z nowotworami
- uwolnienie jelita grubego z zalegających, stwardniałych resztek pokarmowych przywraca prawidłową funkcję przewodu pokarmowego i ma pozytywny wpływ na organizm.

## Krytyka metody płukania
- brak podstaw do stosowania
- kamienie kałowe powstają u starych, wyniszczonych, leżących chorych jako ciężka postać zaparcia; nie występują u osób w średnim wieku bez poważnej choroby[3]
- wykorzystywanie osób z dolegliwościami nerwicowymi i psychosomatycznymi
- efekt placebo
- jeśli zabieg „całkowicie usuwa zalegające kilkanaście kilogramów kamieni kałowych”, należałoby się spodziewać takiego spadku masy ciała
- nie ma zjawiska przylepiania się mas kałowych do ściany jelita, masy te zalegają w atonicznym jelicie grubym, lub jelito jest na nich obkurczone[potrzebny przypis]
- żadne z postulowanych toksycznych działań nie zostało naukowo udowodnione i ma na celu dodatkowe wzbudzenie strachu o własne zdrowie i lepsze zmodyfikowanie efektu placebo
- podobny efekt można uzyskać stosując metodę znaną już średniowiecznej medycynie i praktycznie bezpłatną, czyli lewatywę
- nie przedstawiono przyczyny/mechanizmu autointoksykacji, jeśli jest to zjawisko powszechne, należałoby się go także spodziewać u zwierząt